# Fuji Speedway
Der Fuji Speedway (japanisch 富士スピードウェイ, Fuji Supīdowei), abgekürzt FSW, ist eine Motorsport-Rennstrecke in Japan, die 1966 eröffnet wurde und sich im Besitz der Toyota Motor Corporation befindet.
Entgegen dem Namen ist der Fuji Speedway kein Ovalkurs (engl. speedway); diese anfängliche Planung wurde bereits während des Baus aus finanziellen Gründen verworfen. Im Laufe der Jahre wurde die anfänglich als sehr gefährlich eingestufte Strecke häufig umgebaut, wodurch der Kurs in der Gegenwart nur noch bedingt Ähnlichkeiten mit der ursprünglichen Streckenführung hat. Stets verblieben ist jedoch die fast 1,5 km lange Start-Ziel-Gerade, die zu den längsten im internationalen Motorsport gehört.
Neben vielen lokalen, japanischen Rennserien wie der Super Formula und Super GT ist auch die internationale FIA-Langstrecken-Weltmeisterschaft mit einem Lauf zu Gast. Zudem wurde insgesamt viermal der Große Preis von Japan der Formel 1 auf dem Fuji Speedway ausgetragen. Dementsprechend erfüllt der Kurs die für die FIA Grade 1 benötigten Anforderungen, die zur Austragung dieser Wettbewerbe notwendig ist.

## Geschichte

### Bau und Eröffnung (bis 1965)
Erste Überlegungen für eine neue Rennstrecke in Japan wurden Anfang der 1960er Jahre angestellt. Die Produktion von PKW in Japan auch für den internationalen Markt stieg in dieser Zeit stark an, doch war mangels einer brauchbaren, öffentlichen Rennstrecke kein angemessener Raum für Test- und Entwicklungsfahrten vorhanden. Einzig der 1962 fertiggestellte Suzuka International Racing Course bot entsprechende Bedingungen. Dieser Kurs wurde aber aufgrund seiner kurvenreichen, engen Streckenführung als ungeeignet für Geschwindigkeitstests mit Automobilen angesehen, zudem stellte der Eigentümer Honda die Strecke keinen Konkurrenzunternehmen zur Verfügung.
Zum Vorbild nahm sich die Interessengruppe US-amerikanische Rennstrecken wie den Daytona International Speedway und Talladega Superspeedway, deren Aufbau als breite Ovalkurse mit Steilkurven das Beibehalten hoher Geschwindigkeiten erlaubte. Zum Sichern von Investoren sollte ein an die US-amerikanische NASCAR angelehnter lokaler Motorsportveranstalter aufgebaut werden, der seine Rennen auf dem neuen Kurs veranstalten sollte. Nach erfolgreichen Verhandlungen mit dem US-Motorsportverband wurde 1963 die Japan NASCAR Company gegründet, die zugleich mit dem Bau der neuen Rennstrecke begann.
Als Bauland wurde ein leicht bewaldetes Gebiet am Fuße des Berges Fuji ausgewählt. Der Kurs sollte aus vier um 30 Grad geneigten Steilkurven und sehr langen Geraden bestehen. Bis Mitte 1965 konnte jedoch nur eine der vier Kurven fertiggestellt werden, da finanzielle Probleme und das schwierige, abfällige Terrain die Konstruktion erschwerten. Kurz vor dem Scheitern des Projektes übernahm Mitsubishi Estate, einer der Hauptinvestoren, den Veranstalter. Die Verträge mit der NASCAR wurden aufgelöst und die Pläne für ein komplettes, japanischen Pendant der ausgetragenen Rennserien zugunsten der alleinigen Fertigstellung eines renntauglichen Kurses aufgegeben. Das in Fuji Speedway Corporation umbenannte Unternehmen stellte die Strecke daraufhin bis Dezember 1965 als Rennkurs nach europäischem Vorbild fertig. Die bereits aufgebaute erste Steilkurve wurde in die Streckenführung einbezogen. Offizieller Eröffnungstag war der 3. Januar 1966.

### Erste Jahre und Formel 1 (1966–1977)
Mit den 24 Stunden von Fuji fand auf dem Kurs ab 1967 das weltweit dritte 24-Stunden-Rennen statt, außerdem wuchs die Zahl an lokalen, japanischen Rennserien, die ihre Rennen auf dem Kurs austrugen, stetig.
In den Jahren nach der Eröffnung erarbeitete sich der Kurs national wie international den Ruf, eine der schnellsten, aber auch gefährlichsten Rennstrecken der Welt zu sein. Dafür verantwortlich war insbesondere die Steilkurve, die nicht wie bei ihren US-amerikanischen Vorbildern nach oben hin aufsteigend, sondern geländebedingt nach unten hin abfallend gebaut wurde. Dadurch waren die Fahrer gezwungen, sich von der langen Gerade kommend mit bis zu 350 km/h über einen Kamm blind in die Kurve hineinfallen zu lassen, wodurch keine Chance bestand, auf Unfälle oder andere gefährliche Situationen darin zu reagieren. Dies kostete über die Jahre mehreren Menschen das Leben. Nachdem zwischen 1973 und 1974 in kurzer Abfolge drei Fahrer in der Steilkurve tödlich verunglückt waren, beschloss die Betreibergesellschaft den Umbau des Kurses. Das komplette erste Drittel der Strecke inklusive Steilkurve wurde aufgegeben und kurz vor der Einfahrt eine ebene erste Kurve errichtet, die durch eine kurze Gerade an den Mittelteil der Strecke anschloss.
Für die Formel-1-Weltmeisterschaft 1976 wurde erstmals der Große Preis von Japan in den Kalender aufgenommen. Als Austragungsort wurde der Fuji Speedway gewählt. Der entsprechende Große Preis von Japan 1976 wurde durch den Titelkampf zwischen Niki Lauda und James Hunt bestimmt, bei dem Ersterer sich entschloss, aufgrund der extremen Wetterbedingungen das Rennen und damit seinen zweiten Weltmeistertitel aufzugeben. Bedingt durch die Lage des Kurses am Fuße des Fuji, sind die Wetterbedingungen oft unvorhersehbar, und starke Regenfälle sowie Nebelfelder treten regelmäßig auf. Beim Großen Preis von Japan 1977 im folgenden Jahr kam es trotz Umbaumaßnahmen erneut zu einem tödlichen Unfall in der ersten Kurve. Als Reaktion auf dieses Unglück wurde der Große Preis von Japan zunächst nicht mehr ausgetragen.

### Krise und nationale Rennserien (1978–1999)
Obwohl die Formel 1 zunächst nicht mehr nach Fuji zurückkehrte und somit international schnell wieder in Vergessenheit geriet, blieb die Popularität des Kurses in Japan ungebrochen. In der umliegenden Bevölkerung wuchs jedoch stetig Kritik am Fuji Speedway, da der Kurs auch immer mehr Angehörige der Bōsōzoku-Szene, die mit den westlichen Tuningklubs vergleichbar ist, anzog, die sich auf dem Weg von und zur Strecke durch riskante Fahrweisen sowie Lärmbelästigung bemerkbar machten. Zudem kam trotz Streckenumbau 1983 ein weiterer Rennfahrer bei einem regulären Rennen ums Leben. Eine von Gegnern der Strecke eingereichte Petition zur Schließung wurde durch eine Klage der Unterstützer des Fuji Speedway angefochten, zu denen unter anderem auch Kunimitsu Takahashi gehörte. Der Rechtsstreit zog sich bis ins Jahr 1986 hin und wurde letztendlich zugunsten eines Weiterbetriebs des Fuji Speedway entschieden. Zwei Schikanen wurden in den bisher fließenden Verlauf der zweiten Streckenhälfte integriert, um die Geschwindigkeit zu senken und dadurch die Sicherheit zu erhöhen.
Bis Ende der 1980er Jahre blieb der Fuji Speedway die japanische Heimat des Motorsports, doch bedeutete das Ende der Fuji-Grand-Champion-Meisterschaft 1989 im Zusammenspiel mit der steigenden Popularität der zwischenzeitlich errichteten bzw. für die Öffentlichkeit geöffneten Konkurrenzstrecken in Suzuka, Sugo und Hita (Autopolis) das langsame Ende als „Herz des Motorsports“ in Japan. Der aufgrund ausbleibender Investitionen des Eigentümers inzwischen substanziell verschlissene und organisatorisch wie technisch völlig veraltete Fuji Speedway verfiel zur Jahrtausendwende zusehends.

### Modernisierung und wieder international (seit 2000)
Im Jahr 2000 übernahm die Toyota Motor Corporation die Anlage des Fuji Speedway mit dem Ziel, ein vergleichbares Produkt zur Rennstrecke von Suzuka anzubieten, die Honda gehörte. Dazu wurde der Kurs ab 2003 geschlossen, um umfangreiche Umbaumaßnahmen durchzuführen. Die Infrastruktur rund um und auf dem Gebiet der Strecke wurde erneuert, die Kurven etwas ausgeweitet, die Auslaufzonen asphaltiert und die Strecke mit moderneren und sichereren Curbs versehen. Die wichtigste Änderung war jedoch der Bau eines wesentlich langsameren und engeren Streckenabschnitts vor der Start-Ziel-Geraden unter Regie von Hermann Tilke. Hierdurch sollten neben zusätzlicher Sicherheit auch neue Überholmöglichkeiten geschaffen und die Geschwindigkeit auf der Geraden aus Sicherheitsgründen verringert werden. Früher konnte durch die schnelle, weit gestreckte letzte Kurve, eine Parabolika, viel Geschwindigkeit auf die Gerade mitgenommen werden. Heute ist die letzte Kurve eine sehr enge und langsame Spitzkehre.
Nach zweijähriger Bauzeit wurde der neue Fuji Speedway schließlich am 10. April 2005 offiziell wiedereröffnet. Es gelang, die Austragung des Großen Preises von Japan zunächst unbefristet genau vierzig Jahre nach dem letzten Formel-1-Rennen in Fuji zurückzugewinnen. Der erste Lauf 2007 war bereits eine große Bewährungsprobe für die neuen Veranstalter: Wie schon beim Formel-1-Lauf 1976 herrschten gefährliche Wetterbedingungen mit schweren Regenfällen und Nebelfeldern vor, in deren Folge an einen regulären Rennbetrieb nicht mehr zu denken war. Die Organisationsstrukturen brachen teilweise zusammen, das von den Veranstaltern erdachte Prinzip, die Zuschauermengen mit Shuttlebussen aus den umliegenden Städten zentral zur Strecke zu bringen, stellte sich als kaum umsetzbar heraus. Das führte dazu, dass manche Zuschauer auf dem Heimweg stundenlang an der Strecke ausharren mussten, während andere außerhalb warteten und nicht zeitig genug zu ihren bereits bezahlten Plätzen gelangen konnten. Außerdem war es aufgrund des starken Nebels teilweise kaum möglich, die Fahrzeuge auf der Strecke von den etwas abseits stehenden Zuschauerrängen aus zu sehen. Diese Vorkommnisse sorgten in der Zeit nach dem Rennen für teilweise jahrelange juristische Auseinandersetzungen zwischen Zuschauern und Rennveranstalter. Im Folgejahr 2008 verlief der Grand Prix trotz zwischenzeitlichem Regenwetter dagegen ohne besondere Vorkommnisse. Obwohl ursprünglich als abwechselnde Veranstaltung mit Suzuka geplant, kündigte Toyota 2009 an, keine weiteren Formel-1-Rennen auf dem Fuji Speedway auszutragen.
Seit dem Umbau ist der Kurs fester Bestandteil im Rennkalender diverser japanischer Rennserien wie der Super Formula (ex Formel Nippon), Super GT, der japanischen Formel-3-Meisterschaft, der TCR Japan Touring Car Series, der Super Taikyu Series, dem Porsche Carrera Cup oder der japanischen Formel-4-Meisterschaft. Zudem konnte als internationale Top-Veranstaltung ein Lauf der FIA-Langstrecken-Weltmeisterschaft gewonnen werden. Weiter wurde der Kurs im Zuge der Olympischen Sommerspiele 2020 für Radrennen genutzt.

## Streckenführungen

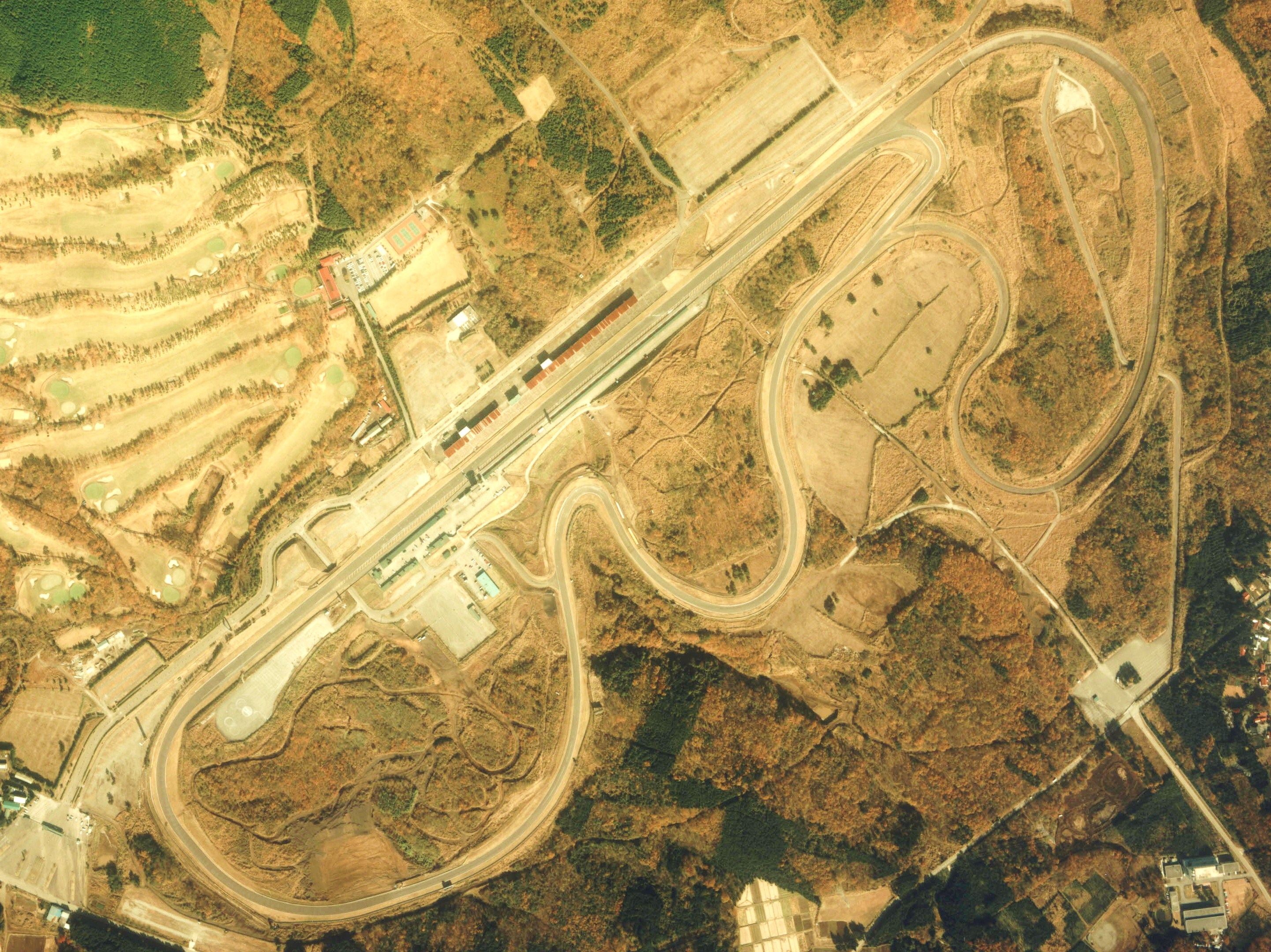
Luftbild von 1983, der 1974 aufgegebene Teil ist gut erkennbar (rechts)
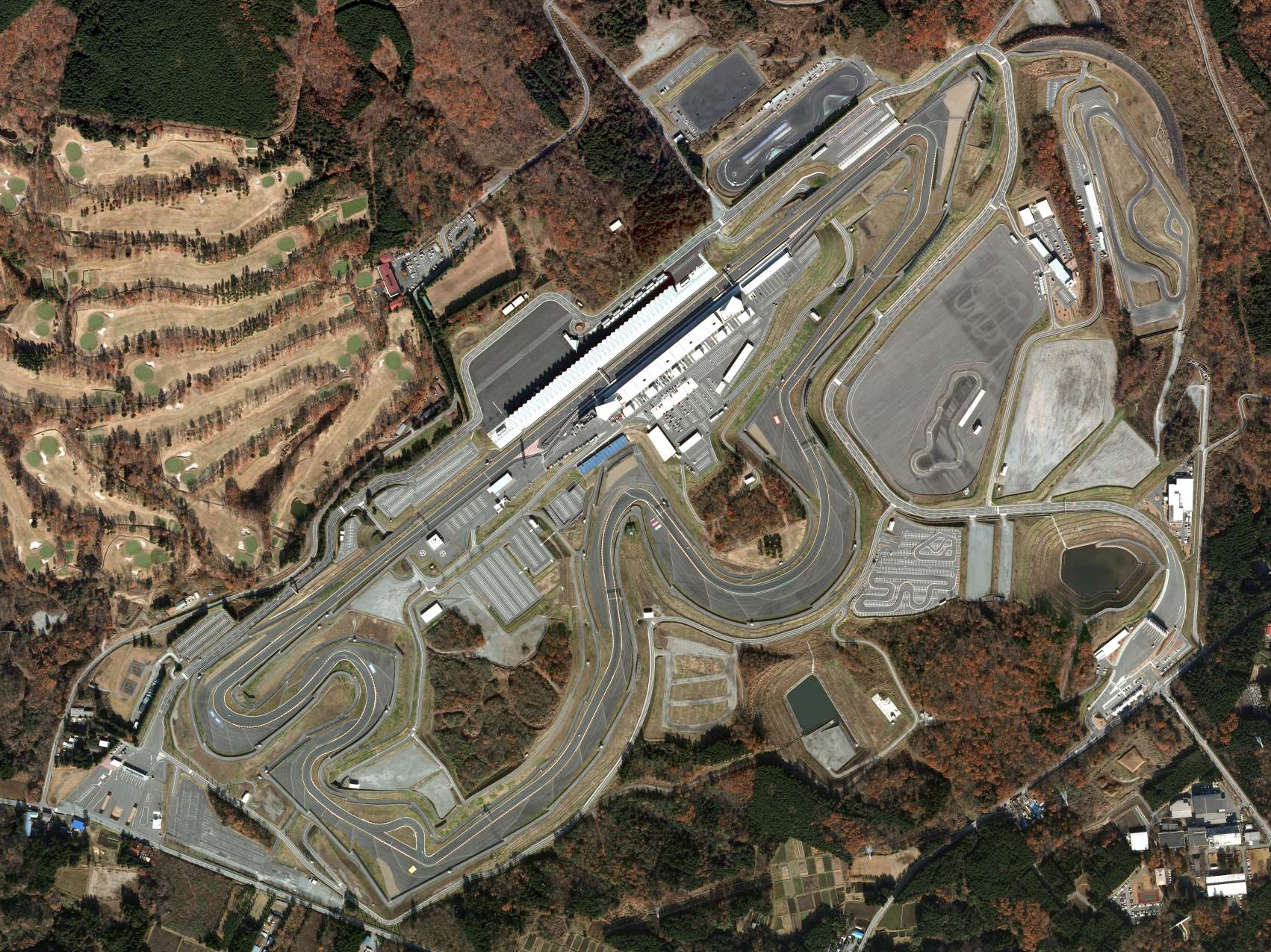
Luftbild von 2007, der Umfang der Umbaumaßnahmen 2003–2005 wird deutlich
Erste Streckenführung mit Steilkurve (Kurve 1); 1965–1974
Wegfall der Steilkurve; 1974–1983
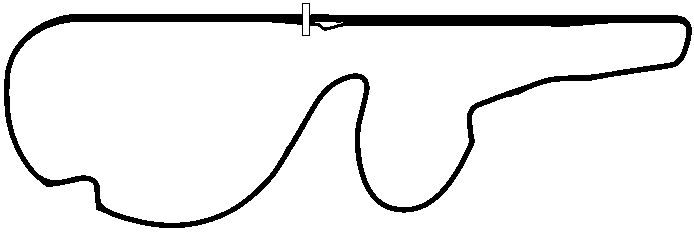
Verlangsamung mit Schikanen; 1984–2003
Aktuelles Layout; seit 2005

## Unfälle und Sicherheitsbedenken
Der Fuji Speedway kam seit seiner Eröffnung 1966 immer wieder aufgrund von schweren Unfällen in die Schlagzeilen und galt daher und wegen der hohen Geschwindigkeiten und den niedrigen Sicherheitsstandards sowie schlecht ausgebildeten Streckenposten als eine der gefährlichsten Rennstrecken der Welt.
1977 starben zwei Zuschauer, als Gilles Villeneuve in seinem dritten Grand-Prix-Rennen beim Anbremsen der Rechtskurve nach Start und Ziel seinen Ferrari nicht ausreichend verlangsamte und auf den vor ihm fahrenden Ronnie Peterson auffuhr. Villeneuve flog über den Tyrrell des Schweden und die Streckenbegrenzung hinweg in eine in der Sicherheitszone stehende Menschengruppe. Ein Streckenposten und ein Fotograf starben, neun weitere Menschen wurden zum Teil schwer verletzt.
1983 verunglückte Toru Takahashi bei einem Sportwagenrennen der Rennserie Fuji Grand Champion tödlich, als sein Wagen nach einem Dreher in der Zielkurve abhob, gegen die auf einer Naturtribüne befindliche Barriere prallte und eine Zuschauerin tötete.
1997 starb Takashi Yokoyama bei einem Unfall während eines Rennens der japanischen Formel-3-Meisterschaft, als sein Fahrzeug auf der Start-Ziel-Geraden mit hoher Geschwindigkeit auf ein anderes Auto auffuhr und in eine Ampelbrücke über der Strecke katapultiert wurde. Das Fahrzeug zerbrach in mehrere Teile; Yokoyama hatte keine Überlebenschance. Dem vorausgegangen war ein weiterer schwerer Unfall, bei dem ein Konkurrent auf den Wagen von Tom Coronel auffuhr, abhob und den Kopf des Niederländers sekundenlang mit dem Hinterrad gegen die Cockpitwand drückte. Beide Fahrer blieben bei diesem Unfall unverletzt.
1998 fuhr Tomohiko Sunako bei einem Lauf der japanischen GT-Meisterschaft in strömendem Regen hinter dem Safety Car auf seinen Vordermann auf und kam am Streckenrand zum Stehen. Sekunden später verlor Tetsuya Ota die Kontrolle über seinen Ferrari, als er die Unfallstelle passierte, und traf den stehenden Porsche. Durch den Aufprall riss der Treibstofftank auf und das explodierende Benzin verletzte Sunako, einen Streckenposten sowie mehrere Zuschauer. Ota saß rund 50 Sekunden lang in seinem brennenden Fahrzeug, bevor er von anderen Rennfahrern befreit werden konnte. Rettungsmannschaften waren bis dahin nicht am Unfallort. Durch das Schmelzen seines Helmvisiers zog sich Ota schwerste Verbrennungen zu.
2020 verunglückte ein französischer Rennfahrer bei einem privaten Rennen tödlich, nachdem er im Bereich der ersten Kurve von der Strecke abkam.

## Fuji Speedway in Videospielen
Der Fuji Speedway war die erste real existierende Strecke in einer Computer-Rennsimulation. Sie erschien 1982 im Arcade-Spiel Pole Position von Namco. 1984 erschien Segas Arcade-Spiel GP World, bei dem die Rennstrecke mittels eines auf Laserdisc aufgenommenen Videos dargestellt wurde. Die alte Streckenvariante steht zudem in DTM Race Driver von 2003 zur Verfügung. In Gran Turismo 4 und Gran Turismo 5 sind sowohl die neue als auch verschiedene alte Streckenvarianten befahrbar. Zudem stehen für diverse aktuelle Rennsimulationen sowohl historische Versionen wie 1968 (mit Steilkurve), 1982, 1990, 1993 oder die Motorradvariante 1993 als auch die seit 2005 bestehende Variante der Gegenwart als inoffizielle Mods zur Verfügung.
Seit September 2018 kann die Strecke auch auf Gran Turismo Sport befahren werden, sowohl die neue und eine kürzere (Kurve 10–12 werden durch eine Gerade ersetzt) Version der Rennstrecke.

## Bildergalerie

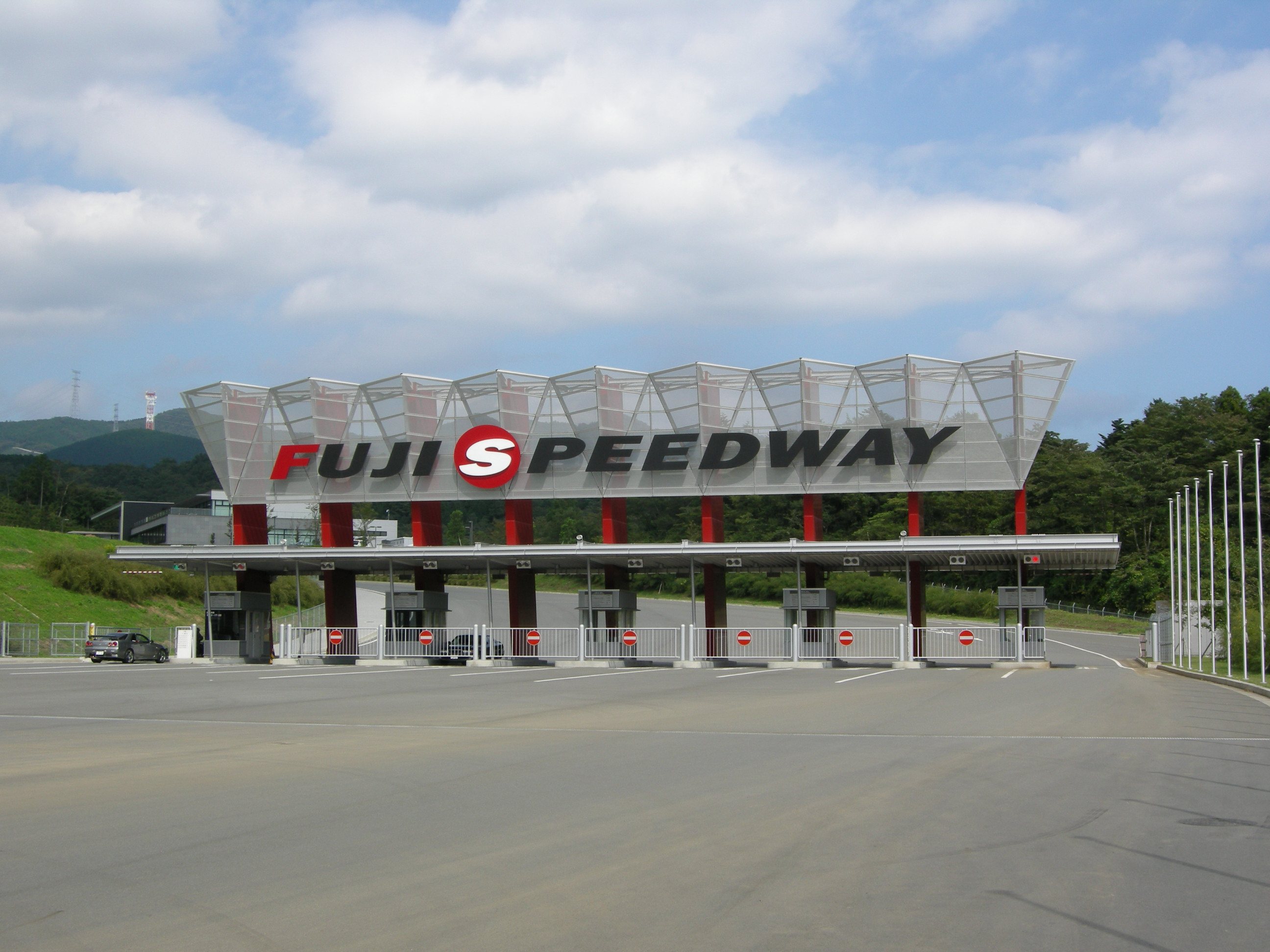
Osttor zur Strecke
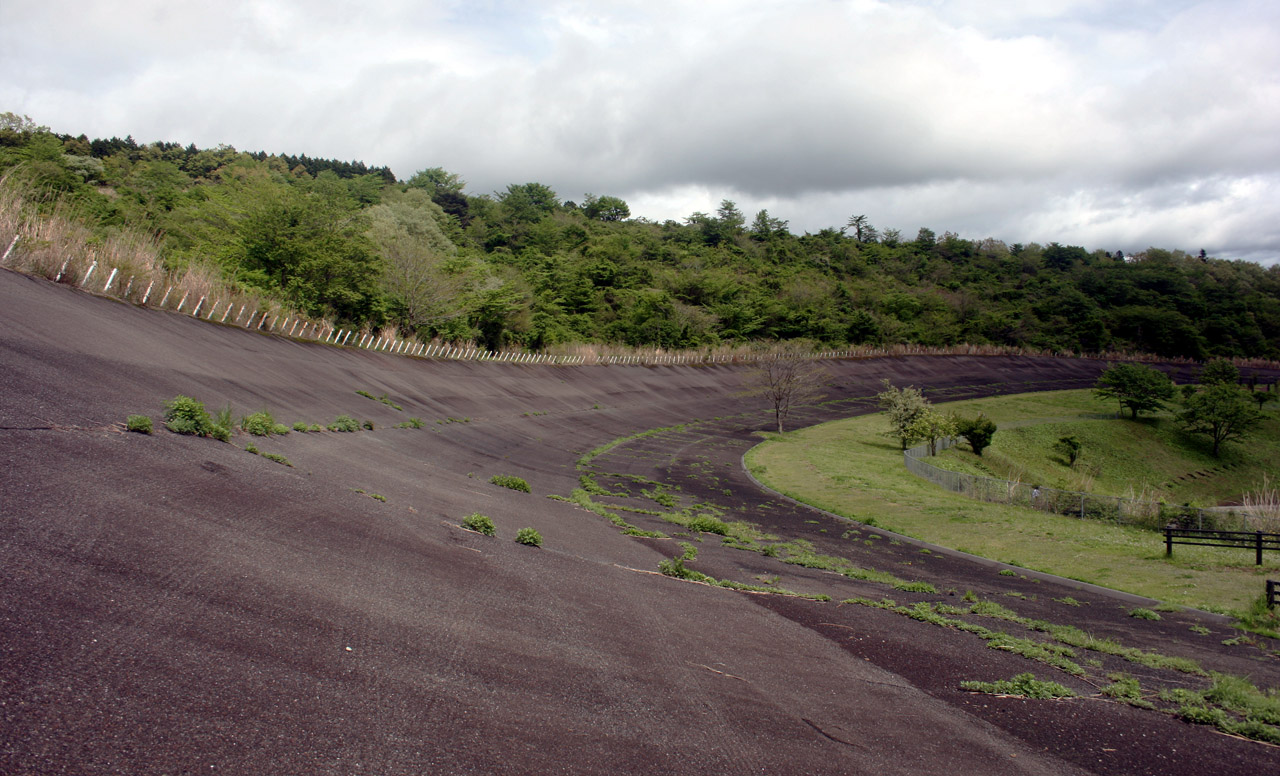
Blick auf die aufgegebene Steilkurve in Fahrtrichtung, 2008
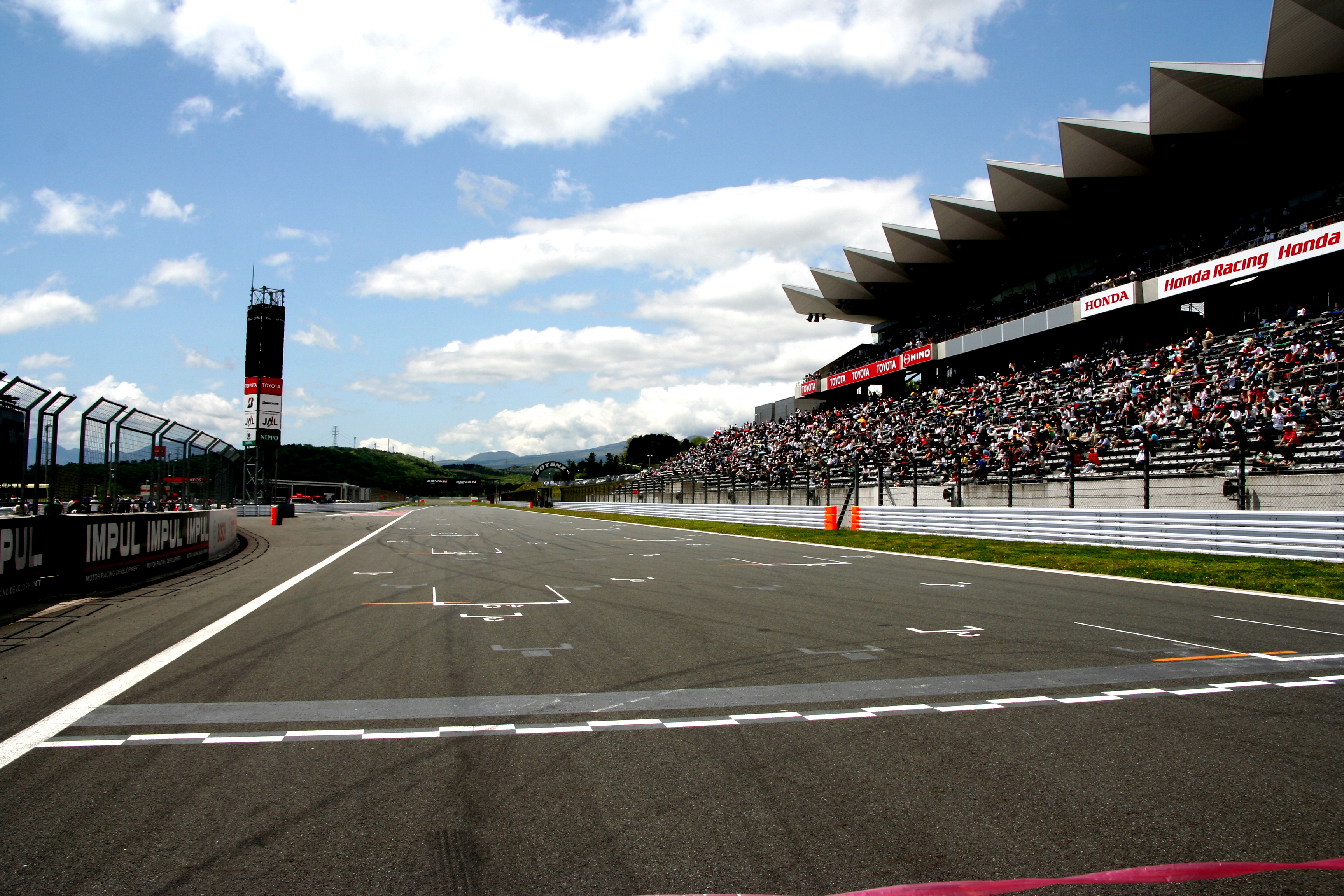
Blick von der Ziellinie (rückwärtig)
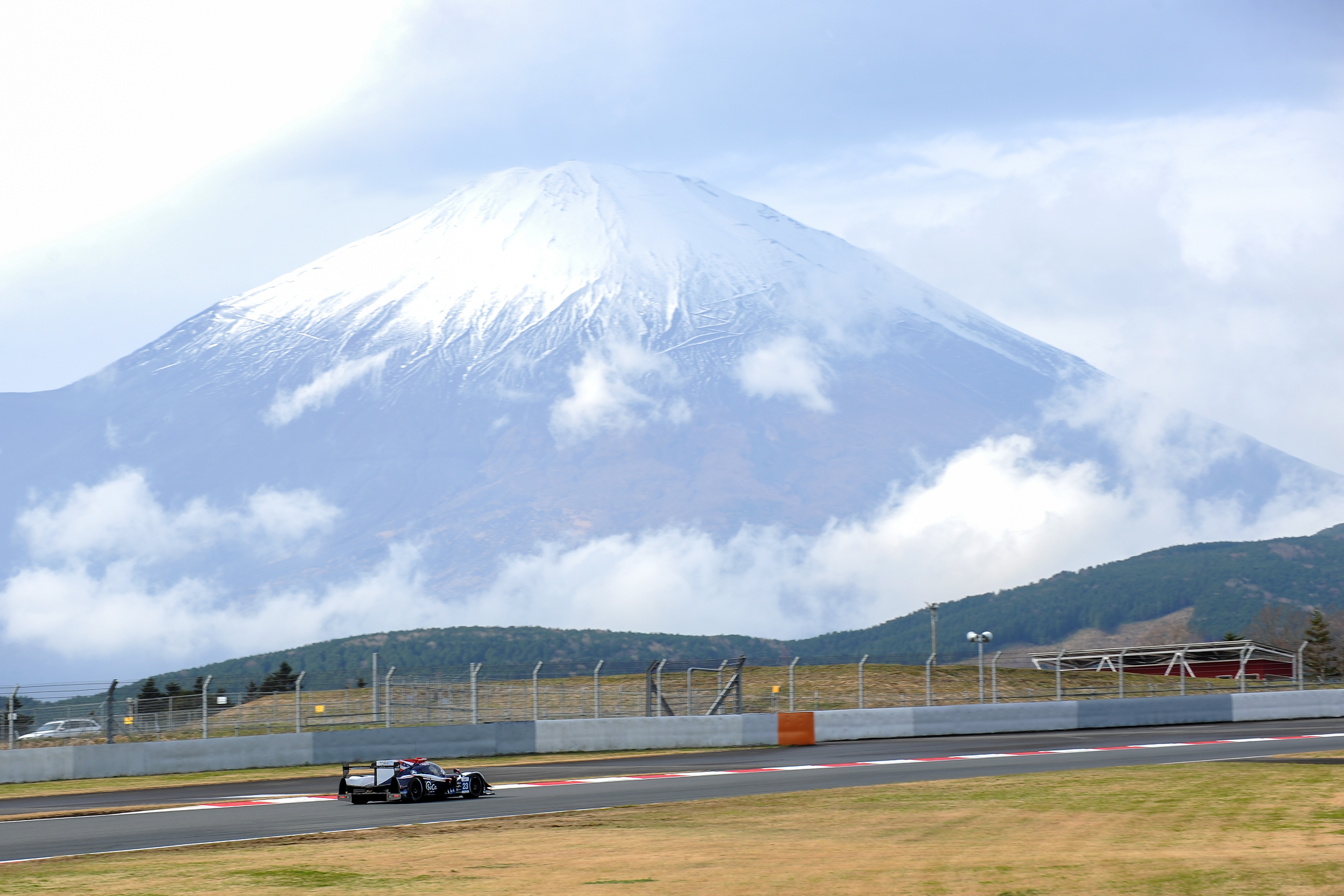
Blick auf den Fuji von der Strecke
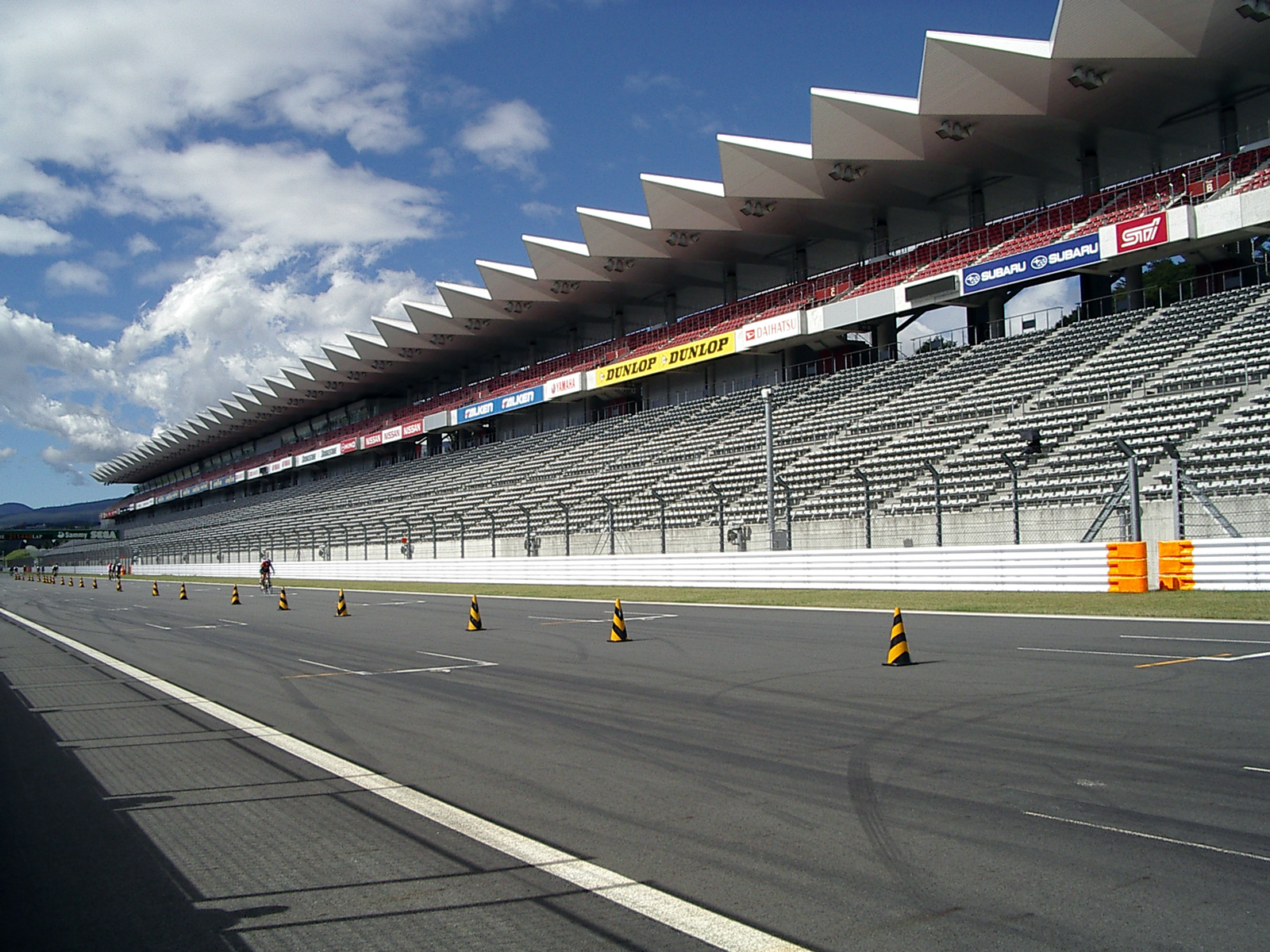
Neue Haupttribüne auf der Start-Ziel-Geraden
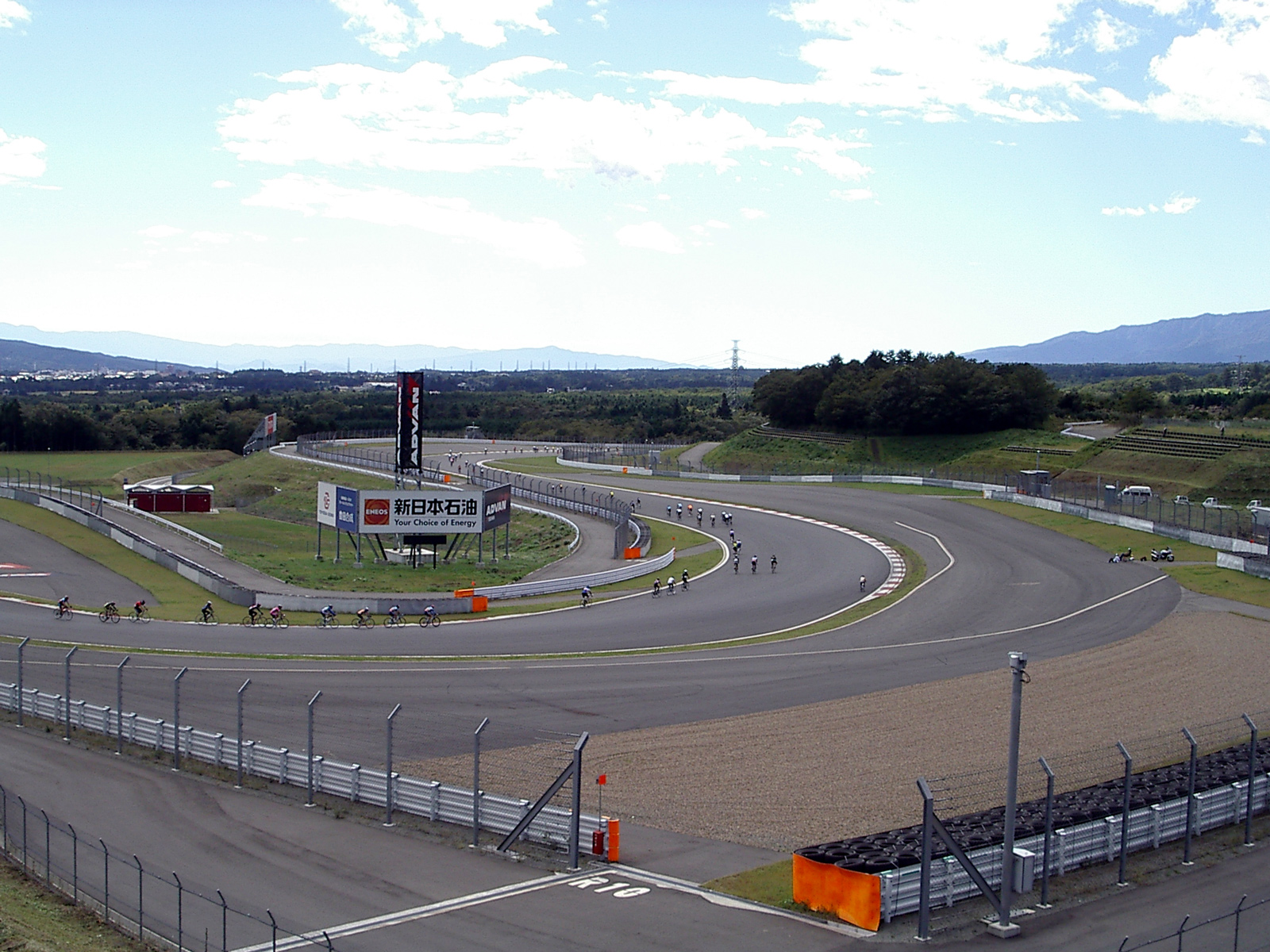
Blick auf die Kurven 6, 7 und 8
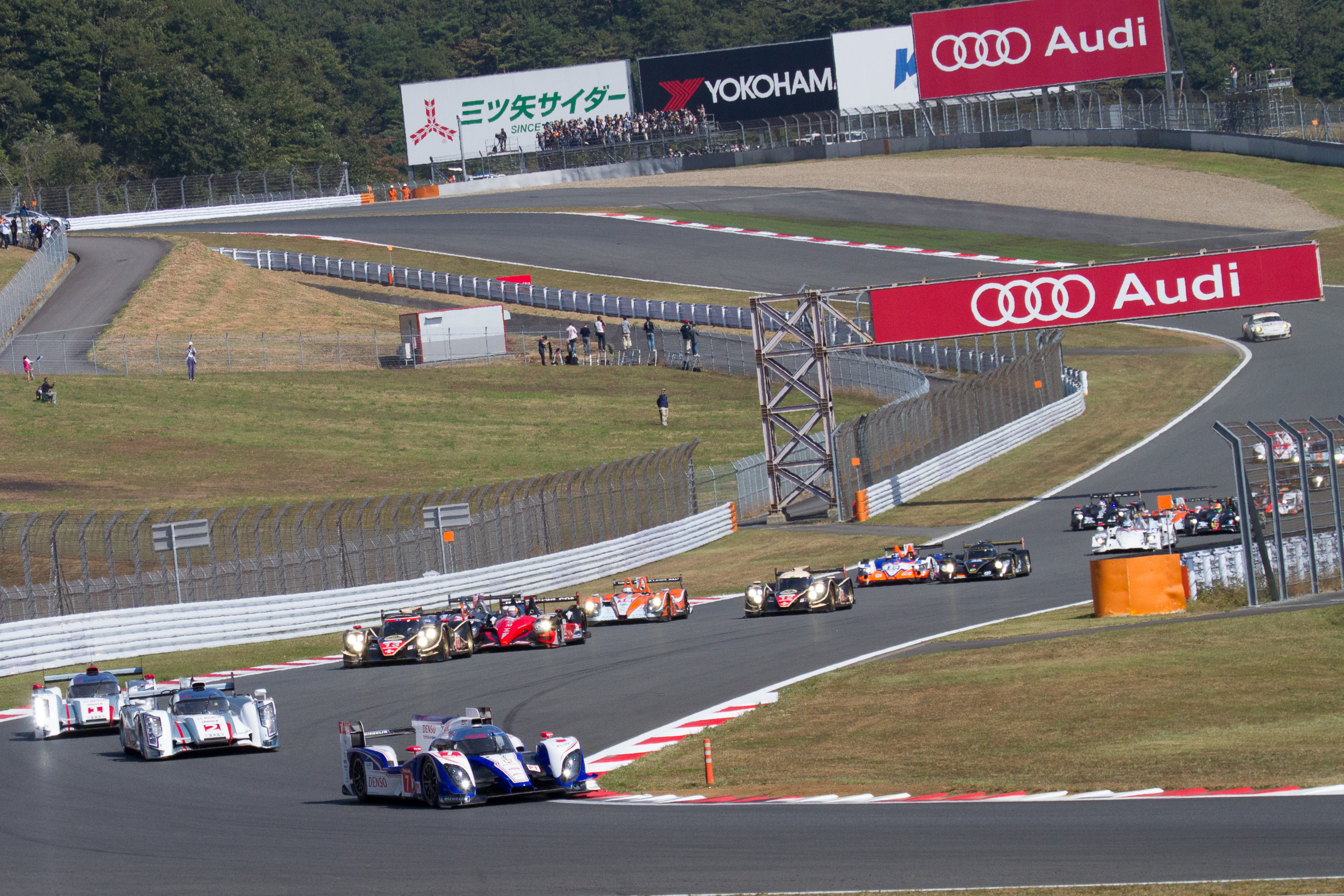
Einführungsrunde zum 6-Stunden-Rennen von Fuji 2012
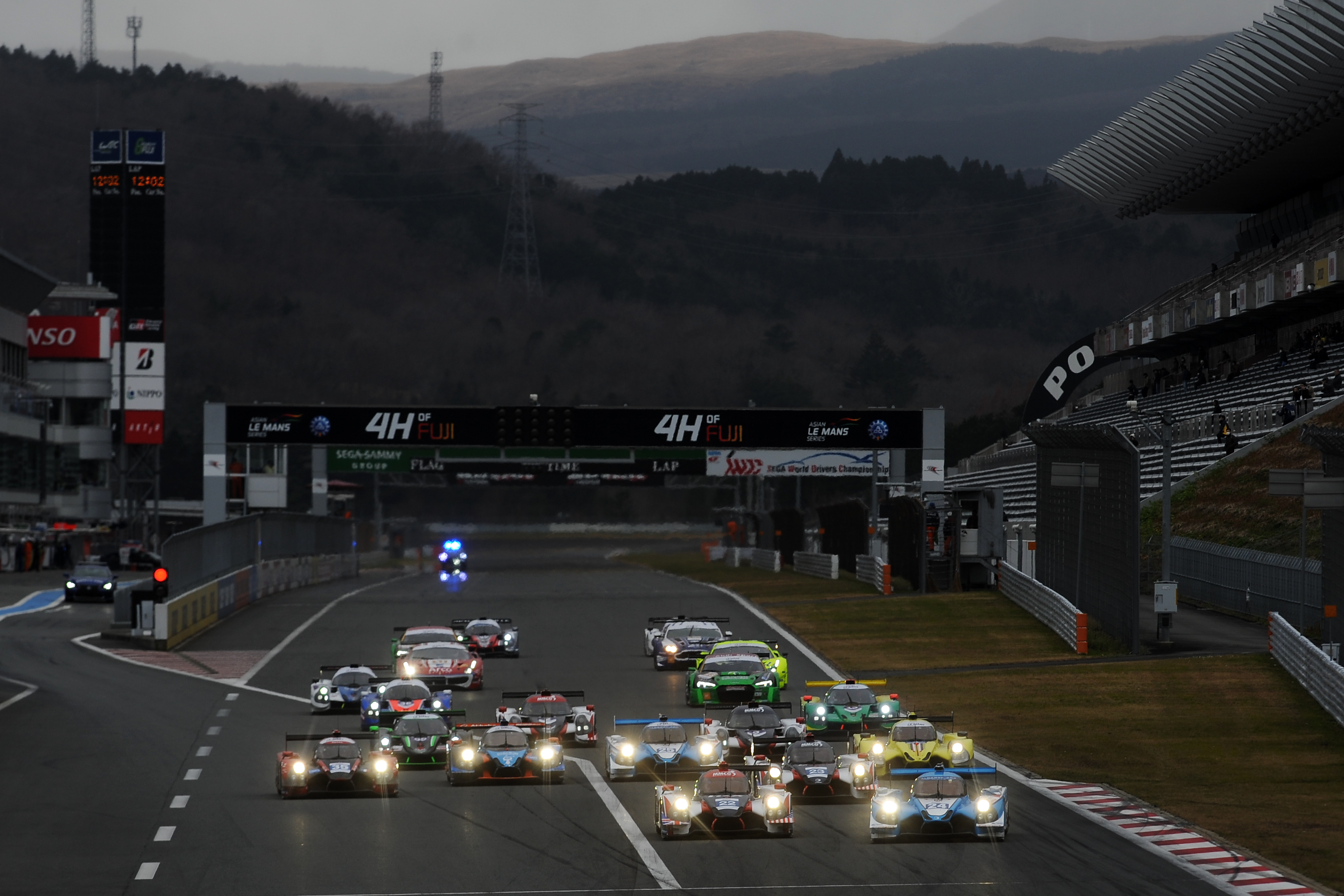
Start des 4-Stunden-Rennen von Fuji 2018

## Statistik

### Rundenrekorde
| Kategorie                                                                | Rundenzeit                                              | Fahrer                                                  | Fahrzeug                                                | Datum                                                   |
| Grand Prix Strecke (4. Variante) – 4,549 km (seit 2005)                  | Grand Prix Strecke (4. Variante) – 4,549 km (seit 2005) | Grand Prix Strecke (4. Variante) – 4,549 km (seit 2005) | Grand Prix Strecke (4. Variante) – 4,549 km (seit 2005) | Grand Prix Strecke (4. Variante) – 4,549 km (seit 2005) |
| ------------------------------------------------------------------------ | ------------------------------------------------------- | ------------------------------------------------------- | ------------------------------------------------------- | ------------------------------------------------------- |
| Formel 1                                                                 | 1:18.426                                                | Felipe Massa                                            | Ferrari F2008                                           | 12. Oktober 2008                                        |
| Super Formula (ex Formel Nippon)                                         | 1:21.391                                                | Nirei Fukuzumi                                          | Dallara SF19                                            | 20. Dezember 2020                                       |
| LMP1                                                                     | 1:24.645                                                | Loic Duval                                              | Audi R18                                                | 16. Oktober 2016                                        |
| Super GT (GT500)                                                         | 1:28.493                                                | Haruki Kozakura                                         | Toyota GR Supra GT500                                   | 28. November 2021                                       |
| LMP2                                                                     | 1:30.042                                                | Nyck de Vries                                           | Oreca 07                                                | 6. Oktober 2019                                         |
| Super Formula Lights                                                     | 1:32.223                                                | Ritomo Miyata                                           | Dallara 320                                             | 20. Dezember 2020                                       |
| Formel 3                                                                 | 1:34.209                                                | Sho Tsuboi                                              | Dallara F317                                            | 13. Oktober 2018                                        |
| LMP3                                                                     | 1:36.296                                                | Nigel Moore                                             | Ligier JS P3                                            | 9. Dezember 2018                                        |
| Super GT (GT300)                                                         | 1:36.553                                                | Kohta Kawaai                                            | Toyota GR Supra GT300                                   | 29. November 2020                                       |
| Japanische Formula Regional                                              | 1:36.775                                                | Yuga Furutani                                           | Dome F111/3                                             | 26. September 2021                                      |
| GT3                                                                      | 1:37.061                                                | Alexandre Imperatori                                    | Nissan GT-R Nismo GT3                                   | 22. Juli 2018                                           |
| LM GTE                                                                   | 1:37.392                                                | Tom Blomqvist                                           | BMW M8 GTE                                              | 14. Oktober 2018                                        |
| Ferrari Challenge                                                        | 1:43.347                                                | Nobuhiro Imada                                          | Ferrari 488 Challenge Evo                               | 24. Juli 2022                                           |
| Formel 4                                                                 | 1:45.185                                                | Hibiki Taira                                            | Dome F110                                               | 28. November 2020                                       |
| GT4                                                                      | 1:47.333                                                | Takayuki Kinoshita                                      | BMW M4 GT4                                              | 22. Juli 2018                                           |
| TCR                                                                      | 1:47.360                                                | Takuro Shinohara                                        | Audi RS 3 LMS TCR                                       | 20. Dezember 2020                                       |
| Grand Prix Strecke (3. Variante; mit Schikanen) – 4,400 km (1987–2004)   |                                                         |                                                         |                                                         |                                                         |
| Formel 3000                                                              | 1:17.025                                                | Andrew Gilbert-Scott                                    | Lola T93/50                                             | 10. April 1994                                          |
| Gruppe C                                                                 | 1:17.574                                                | Masahiro Hasemi                                         | Nissan R92CP                                            | 4. Mai 1992                                             |
| Formel Nippon (ex Formel 2000)                                           | 1:17.728                                                | Naoki Hattori                                           | Reynard 2KL                                             | 7. April 2002                                           |
| LMGTP                                                                    | 1:18.806                                                | Ukyo Katayama                                           | Toyota GT-One (TS020)                                   | 7. November 1999                                        |
| Fuji Grand Champion Series                                               | 1:21.800                                                | Masanori Sekiya                                         | March 89GC                                              | 28. Oktober 1989                                        |
| JGTC (GT500)                                                             | 1:25.134                                                | Takuya Kurosawa                                         | Toyota Supra (JZA80)                                    | 28. Juli 2002                                           |
| Formel 3                                                                 | 1:26.344                                                | Tatsuya Kataoka                                         | Dallara F302                                            | 6. April 2003                                           |
| Gruppe A                                                                 | 1:32.867                                                | Anders Olofsson                                         | Nissan Skyline GT-R                                     | 8. November 1992                                        |
| JGTC (GT300)                                                             | 1:32.872                                                | Shinsuke Shibahara                                      | Vemac RD320R                                            | 4. Mai 2002                                             |
| Grand Prix Strecke (2. Variante; ohne Steilkurve) – 4,359 km (1975–1987) |                                                         |                                                         |                                                         |                                                         |
| Formel 1                                                                 | 1:14.300                                                | Jody Scheckter                                          | Wolf WR1                                                | 22. Oktober 1977                                        |
| Formel 2                                                                 | 1:18.310                                                | Satoru Nakajima                                         | March 842                                               | 15. April 1984                                          |
| Formel 2000                                                              | 1:18.810                                                | Kazuyoshi Hoshino                                       | March 742                                               | 8. August 1976                                          |
| Gruppe C                                                                 | 1:19.228                                                | Stefan Bellof                                           | Porsche 956                                             | 2. Oktober 1983                                         |
| Grand Prix Strecke (1. Variante) – 5,999 km (1965–1974)                  |                                                         |                                                         |                                                         |                                                         |
| Formel 2000                                                              | 1:32.570                                                | Vern Schuppan                                           | March 722                                               | 3. Mai 1973                                             |
| FIA Gruppe 7                                                             | 1:52.810                                                | Moto Kitano                                             | Nissan R381                                             | 3. Mai 1968                                             |
| FIA Gruppe 6                                                             | 2:00.800                                                | Tetsu Ikuzawa                                           | Porsche 906                                             | 3. Mai 1967                                             |
| FIA Gruppe 5                                                             | 2:05.000                                                | Ginji Yasuda                                            | Lola T70                                                | 3. Mai 1967                                             |
| FIA Gruppe 4                                                             | 2:15.530                                                | Ginji Yasuda                                            | Jaguar XK-E                                             | 3. Mai 1966                                             |

### Alle Sieger von Formel-1-Rennen in Fuji
| Nr. | Jahr | Fahrer          | Konstrukteur | Motor    | Reifen | Zeit          | Streckenlänge | Runden | Ø-Tempo      | Datum         | GP von |
| --- | ---- | --------------- | ------------ | -------- | ------ | ------------- | ------------- | ------ | ------------ | ------------- | ------ |
| 1   | 1976 | Mario Andretti  | Lotus        | Cosworth | G      | 1:43:58,860 h | 4,359 km      | 73     | 183,615 km/h | 24. Oktober   | Japan  |
| 2   | 1977 | James Hunt      | McLaren      | Cosworth | G      | 1:31:51,680 h | 4,359 km      | 73     | 207,840 km/h | 23. Oktober   | Japan  |
|     |      |                 |              |          |        |               |               |        |              |               | Japan  |
| 3   | 2007 | Lewis Hamilton  | McLaren      | Mercedes | B      | 2:00:34,579 h | 4,563 km      | 67     | 152,130 km/h | 30. September | Japan  |
| 4   | 2008 | Fernando Alonso | Renault      | Renault  | B      | 1:30:21,842 h | 4,563 km      | 67     | 202,790 km/h | 12. Oktober   | Japan  |